# Jakub Bitman
Jakub Bitman (* 22. července 1988) je český badmintonista, šestnáctinásobný mistr ČR v badmintonu, jeden z nejúspěšnějších českých hráčů v historii.

## Úspěchy
- 24násobný juniorský Mistr ČR
- šestinásobný mistr ČR smíšených družstev (2006, 2009, 2012, 2015, 2017, 2018)
- trojnásobný mistr ČR ve čtyřhře (2009 – 2011)
- 11násobný mistr ČR ve smíšené čtyřhře (2010 – 2020)
- vicemistr ČR ve dvouhře (2013, 2014)
- vítěz Polish International 2018 ve smíšené čtyřhře
- vítěz na Slovak Open (2012, 2013, 2016) – smíšená čtyřhra
- vítěz Slovak Open (2007) - čtyřhra
- vítěz Czech International (2017,2019) ve smíšené čtyřhře
- 2. místo MMČR 2013 ve smíšené čtyřhře
- 2. místo na Hungarian International 2012, 2014 – smíšená čtyřhra
- 2. místo na Slovak Open 2012 – dvouhra

Jakub Bitman a Alžběta Bášová se kvalifikovali ve smíšené čtyřhře na mistrovství světa 2013 v čínském Kantonu.